# Celia Torrá
Celia Tomasa Torrá (Concepción del Uruguay, Entre Ríos, Argentina, 18 de septiembre de 1884 – Buenos Aires, Argentina, 16 de diciembre de 1962) fue una violinista, pianista, compositora, concertista, docente, directora de orquestas y coros argentina, y la primera mujer en usar la batuta en el Teatro Colón.

## Formación
Su formación pedagógica inició cuando con tan solo cuatro años su padre comenzó a darle clases de violín. Luego, de joven, viajó a Paraná para continuar sus estudios, pero permaneció allí durante un breve tiempo ya que su próximo destino fue Buenos Aires.
Con tan solo 18 años comenzó a estudiar con los músicos más destacados: piano con el compositor Alberto Williams, violín con América Montenegro y composición con Andrés Gaos. La vida para una mujer provinciana, en aquellos tiempos, no era fácil. Sin embargo, aquello no fue un obstáculo y en 1909 obtuvo una beca de la Comisión Nacional de Bellas Artes con el Gran Premio Europa que le permitió viajar a Europa para continuar su formación musical. Se radicó en Bruselas donde pudo perfeccionarse con Cesar Thompson y luego en Hungría con Jeno Hubay y Zoltan Kodaly.

## Carrera
En 1914, con la Primera Guerra Mundial en curso, la tesitura la obligó a quedarse en Europa y establecerse en Lyon, Francia. Pese a ello, no apagó su música y decidió dar conciertos de violín a las víctimas en beneficio de la Cruz Roja.
Cinco años más tarde, con la guerra finalizada, Celia, decide volver a su patria. Visitó su terruño natal y realizó un concierto de violín para la misa dominical en la Iglesia de la Inmaculada Concepción. A partir de ese evento, promovió la creación de una comisión para recaudar fondos para la compra de un órgano musical. Asumió la responsabilidad de aquel proyecto y contó con el apoyo del párroco de turno, presbítero Andrés Zaninetti.
En el mismo año, el Gobierno de Entre Ríos le otorgó una beca que le permitió seguir con su formación pedagógica en Europa. Fue mediante la ley 2.600 que, en su artículo 1.º dice: “Créase una beca de ciento treinta pesos oro sellado mensuales a favor de la señorita Celia Torrá por el término de dos años a fin de que pueda continuar en Europa sus estudios de composición musical “y el artículo 2.º estipula: “este gasto se incluirá en los Presupuestos de 1920 y 1921 con imputación a la presente ley”.
Es en 1920 cuando se establece en París para estudiar en la Schola Cantorum con Paul Le Flem y Vincent d'Indy. Sin embargo, al año siguiente, decide volver a su país y es entonces cuando trabajó por la difusión musical en el norte argentino a pedido del Gobierno Nacional a cargo de Hipólito Yrigoyen. Pese a tener una trayectoria consolidada, continuó sus estudios de composición bajo la guía de Athos Palma en Buenos Aires.
En 1930 fundó y dirigió la Asociación Coral Argentina, organismo que en 1938 se fusionó con la Asociación Sinfónica Femenina. Ambas instituciones brindaron más de 200 conciertos que convirtieron a Celia en una directora de orquesta excepcional. Su trabajo sirvió para profesionalizar a las mujeres instrumentistas en una época de difícil acceso al conocimiento musical.
En 1934 compuso Sonata para piano, dando al corpus musical argentino una de las mejores sonatas de su tipo de nuestro repertorio y se la dedicó a su maestro, Athos Palma. Tan solo tres años más tarde, crea la Suite Incaica, pieza por la que es reconocida a nivel nacional.
También desempeñó la docencia, ya que fue maestra de música en el Jardín de Infantes Mitre de la Ciudad de Buenos Aires. En 1952 fundó y dirigió el primer coro de obreros de Argentina: el de la fábrica Philips. Allí estuvo al frente hasta su fallecimiento. 
Tras una larga lucha contra el cáncer, el 16 de diciembre de 1962, murió a los 78 años en Buenos Aires.

## Reconocimiento
En 1949 obtuvo un gran reconocimiento: fue elegida para dirigir fragmentos de su propia Suite Incaica en el escenario del Teatro Colón junto con Alberto Williams, Felipe Boero, Gilardo Gilardi. En aquel evento, estuvo al mando de la batuta de una de las orquestas más prestigiosas de toda la Argentina. Fue así, como se convirtió en la primera mujer en subir al podio del gran Teatro. 
Por iniciativa de la arpista Marcela Méndez, en 1992, se recopilaron firmas del ambiente musical argentino, denominándose, a través del Decreto N.º 11.827 para que el Departamento Ejecutivo Municipal de Concepción del Uruguay, bautice bajo el nombre Celia Torrá a la Escuela Superior de Música, que hoy forma parte de la Carrera de Música de la Universidad Autónoma de Entre Ríos (UADER).

## Premios
A los 27 años, en 1911, Celia Torrá obtiene en Europa el Primer Premio con la más alta distinción y la mitad del Premio “Van Half”. Luego, dos años más tarde recibe, en Hungría, el Virtuoso del Violín. En 1930, la Asociación Coral Argentina fue premiada por la Municipalidad por tres obras: Cantar de Arriero, Vida Vidita y Milonga del destino. Al año siguiente, recibe el Premio de la APO por la reciente composición de Rapsodia Entrerriana. Finalmente, es en 1938 cuando recibe el Premio del II Salón Anual de Composición por la Suite Incaica, además de obtener una mención por la Sonata en La Menor para piano.